# تق تق (فیلم ۲۰۱۵)
تق تق (به انگلیسی: Knock Knock) فیلمی در ژانر دلهره‌آور روان‌شناختی آمریکایی به کارگردانی الی راث و نویسندگی راث، گیرمو آمودو و نیکولاس لوپز است. در این فیلم بازیگرانی همچون کیانو ریوز، لورنزا ایزو و آنا د آرماس ایفای نقش می‌کنند. فیلم تق تق در تاریخ ۹ اکتبر ۲۰۱۵ توسط شرکت لاینزگیت در ایالات متحده اکران شد.

## داستان
هنگامی که ایوان وبر (کیانو ریوز)، همسر و پدری فداکار در حالی که همسر و فرزندانش در سفر به سر می‌بردند، به تنهایی تعطیلات آخر را در خانه خود سپری می‌کند. هنگام عصر دو زن جوان و زیبا به نام‌های جنسیس (لورنزا ایزو) و بل (آنا د آرماس) به‌طور غیرمنتظره برای درخواست کمک در می‌زنند. ایوان در را باز کرده و این دو دختر را که در زیر باران خیس شده بودند به خانه خود راه می‌دهد. آن‌ها ادعا می‌کنند که به دنبال آدرس یک مهمانی می‌گردند و تلفن همراهشان از کار افتاده است، در نتیجه ایوان به آن‌ها اجازه می‌دهد از اینترنت برای پیداکردن آدرس استفاده کنند. اما آنچه که در این بین آغاز می‌شود، چیزی جز رفتارهای اغواکننده خطرناک و بازی موش و گربهٔ کشنده‌ای بیش نیست.

## بازیگران
- کیانو ریوز در نقش ایوان وبر
- لورنزا ایزو در نقش جنسیس
- آنا د آرماس در نقش بل
- ایگناسیا آلاماند در نقش کارن آلوارادو
- آرون برنز در نقش لوئیس
- کالین کمپ در نقش ویویئان